# جورج أليك إفنجر
جورج أليك إفنجر (بالإنجليزية: George Alec Effinger)‏ (10 يناير 1947، كليفلاند في الولايات المتحدة - 27 أبريل 2002، نيو أورلينز في الولايات المتحدة) روائي أمريكي، حاصل على جائزة هوغو لأفضل أقصوصة طويلة عن «هُرَيْرَةُ شرودنغر» في العام 1989.